# Diamond League

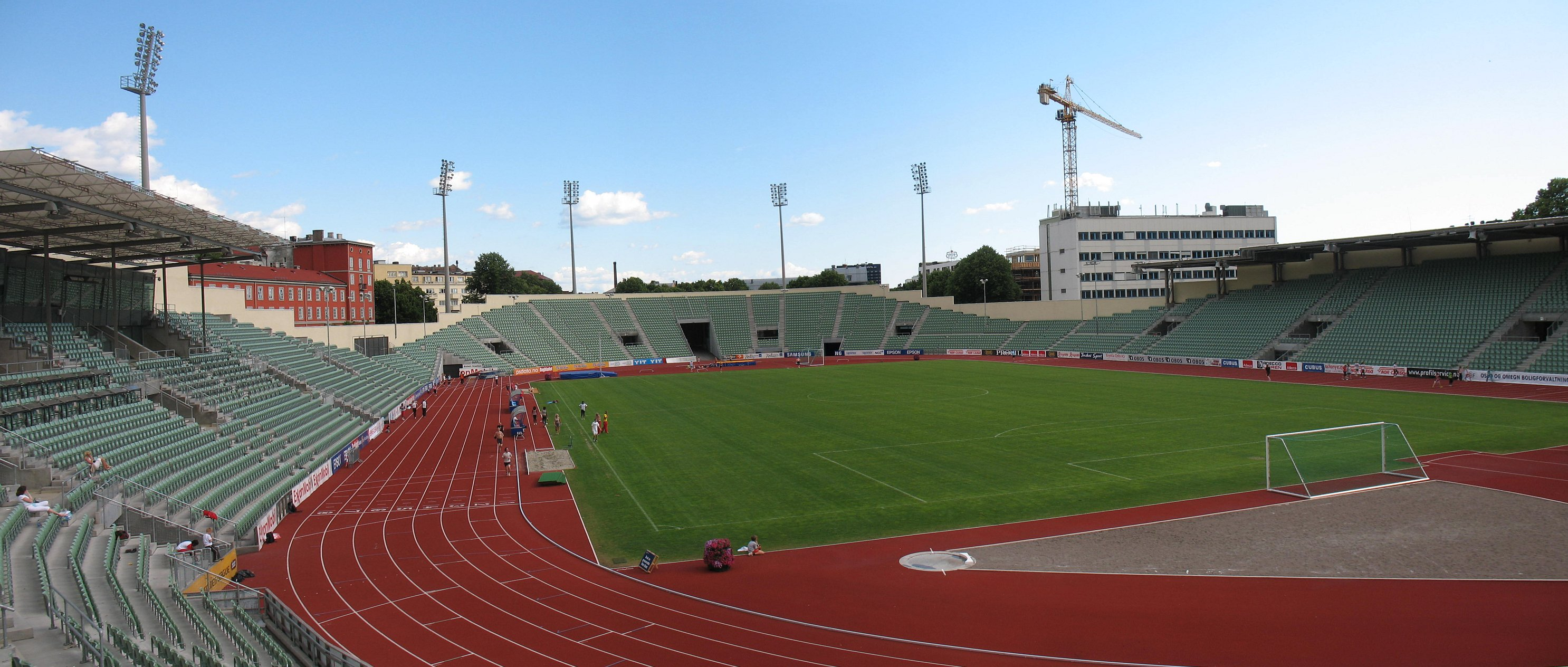
Het Bislett stadion, waar sinds 1965 de Bislett Games plaatsvinden, tegenwoordig deel uitmakend van de Diamond League.

De Diamond League is een jaarlijkse serie atletiekwedstrijden, die voor het eerst werd georganiseerd in 2010. Het circuit vindt plaats onder auspiciën van de International Association of Athletics Federations (IAAF) en vervangt de IAAF Golden League, die jaarlijks plaatsvond van 1998 tot en met 2009. Het invoeren van de IAAF Diamond League ging gepaard met het verdwijnen van de Wereldatletiekfinale en het vervangen van de IAAF Super Grand Prix en de IAAF Grand Prix door de IAAF World Challenge.
De Diamond League bestaat uit veertien wedstrijden, waarvan dertien eendaagse wedstrijden. De London Grand Prix had zijn wedstrijden tot 2019 verspreid over twee dagen, sinds 2021 beslaan een of twee andere wedstrijden twee dagen. De hoofdsponsor van de Diamond League is het Chinese conglomeraat Wanda, waardoor de Diamond League vanaf eind 2019 de naam Wanda Diamond League kreeg.

## Verschillen Golden League en Diamond League
Het doel van de Diamond League is om een wereldwijd atletiekcircuit te organiseren, in tegenstelling tot de Golden League, die alleen in Europa plaatsvond. Ook wil de IAAF met de Diamond League bereiken, dat alle baandisciplines een circuit hebben in plaats van een focus op een paar specifieke onderdelen. De Diamond League kent 32 verschillende onderdelen (zestien voor mannen en zestien voor vrouwen), tegen de tien tot veertien die de Golden League had.
 Ook het beloningssysteem is anders bij de IAAF Diamond League dan bij zijn voorloper. De Golden League had een prijzenpot van een miljoen dollar, die werd verdeeld over de atleten die de meeste wedstrijden in hun discipline hadden gewonnen. Elke winnaar van de Diamond Race, het klassement van de Diamond League, krijgt daarentegen een vier-karaats diamant ter waarde van ongeveer $80.000. Per wedstrijd, per onderdeel is er daarnaast ook 26.000 dollar aan prijzengeld, als volgt verdeeld over de nummers één tot acht:
| Plaats | Prijzengeld |
| ------ | ----------- |
| 1      | $10000      |
| 2      | $6000       |
| 3      | $3500       |
| 4      | $2000       |
| 5      | $1250       |
| 6      | $1000       |
| 7      | $750        |
| 8      | $500        |

## Puntensysteem
Elk van de veertien wedstrijden bevat zestien onderdelen die meetellen voor de Diamond Race, daarnaast kan een wedstrijd ook onderdelen bevatten die daar geen onderdeel van uitmaken. Elk klassement bestaat dus uit zeven wedstrijden. Bij elke wedstrijd zijn er voor de podiumplekken punten te winnen:
- 1e plaats: 4 punten
- 2e plaats: 2 punten
- 3e plaats: 1 punt

Bij de finalewedstrijd, de laatste wedstrijd van het circuit (voor de ene helft van de onderdelen de Weltklasse Zürich, voor de andere helft de Memorial Van Damme) zijn er dubbele punten te winnen. Uiteindelijk is degene die aan het eind van het circuit de meeste punten heeft verzameld, de winnaar van de Diamond Race. Diegene moet wel hebben deelgenomen aan de finalewedstrijd. De winnaar ontvangt als prijs een vier-karaats diamant. Ook krijgt de winnaar vanaf 2012 een wildcard voor de eerstvolgende wereldkampioenschappen, afhankelijk van het jaar de wereldkampioenschappen outdoor, of de wereldkampioenschappen indoor. De wildcard is vooral bedoeld voor atleten met een sterke binnenlandse competitie, zodat ze niet het gevaar lopen niet te worden uitgezonden door hun thuisland. Een land kan met een wildcard namelijk vier in plaats van drie atleten uitzenden per onderdeel. Het is echter wel zo dat een land slechts één wildcard per onderdeel kan gebruiken. In het geval dat een regerend wereldkampioen en de winnaar van de Diamond League beiden uit hetzelfde land komen, moet de nationale atletiekbond beslissen aan wie van de twee de wildcard toegekend wordt. De andere atleet moet zich dan op de normale wijze kwalificeren.

## Erelijst

### Mannen

#### Loopnummers
| Jaar | 100 m             | 200 m           | 400 m           | 800 m           | 1500 m            | 5000 m           | 110 m h             | 400 m h          | 3000 m st         |
| 2010 | Tyson Gay         | W. Spearmon     | Jeremy Wariner  | David Rudisha   | Asbel Kiprop      | Imane Merga      | David Oliver        | Bershawn Jackson | P.K. Koech        |
| 2011 | Asafa Powell      | Walter Dix      | Kirani James    | David Rudisha   | Nixon Chepseba    | Imane Merga      | Dayron Robles       | David Greene     | P.K. Koech        |
| 2012 | Usain Bolt        | Nickel Ashmeade | Kevin Borlée    | M. Aman         | Silas Kiplagat    | Isiah Koech      | Aries Merritt       | Javier Culson    | P.K. Koech        |
| 2013 | Justin Gatlin     | Warren Weir     | LaShawn Merritt | M. Aman         | Ayanleh Souleiman | Yenew Alamirew   | David Oliver        | Javier Culson    | Conseslus Kipruto |
| 2014 | Justin Gatlin     | Alonso Edward   | LaShawn Merritt | Nijel Amos      | Silas Kiplagat    | Caleb Ndiku      | P. Martinot-Lagarde | Michael Tinsley  | Jairus Birech     |
| 2015 | Justin Gatlin     | Alonso Edward   | Kirani James    | Nijel Amos      | Asbel Kiprop      | Yomif Kejelcha   | David Oliver        | Bershawn Jackson | Jairus Birech     |
| 2016 | Asafa Powell      | Alonso Edward   | LaShawn Merritt | F. Rotich       | Asbel Kiprop      | Hagos Gebrhiwet  | Orlando Ortega      | Kerron Clement   | Conseslus Kipruto |
| 2017 | Chijindu Ujah     | Noah Lyles      | Isaac Makwala   | Nijel Amos      | Timothy Cheruiyot | Mo Farah         | Sergej Sjoebenkov   | Kyron McMaster   | Conseslus Kipruto |
| 2018 | Christian Coleman | Noah Lyles      | Fred Kerley     | Emmanuel Korir  | Timothy Cheruiyot | Selemon Barega   | Sergej Sjoebenkov   | Kyron McMaster   | Conseslus Kipruto |
| 2019 | Noah Lyles        | Noah Lyles      | Michael Norman  | Donavan Brazier | Timothy Cheruiyot | Joshua Cheptegei | Orlando Ortega      | Karsten Warholm  | Getnet Wale       |

#### Technische nummers
| Jaar | Verspringen            | Hink-stap-springen   | Hoogspringen       | Polsstokhoogspringen | Kogelstoten        | Discus            | Speer               |
| 2010 | Dwight Phillips        | Teddy Tamgho         | Ivan Oechov        | Renaud Lavillenie    | Christian Cantwell | Piotr Małachowski | Andreas Thorkildsen |
| 2011 | Mitchell Watt          | Phillips Idowu       | Jesse Williams     | Renaud Lavillenie    | Dylan Armstrong    | Virgilijus Alekna | Matthias de Zordo   |
| 2012 | Aleksandr Menkov       | Christian Taylor     | Robert Grabarz     | Renaud Lavillenie    | Reese Hoffa        | Gerd Kanter       | Vítězslav Veselý    |
| 2013 | Aleksandr Menkov       | Christian Taylor     | Bohdan Bondarenko  | Renaud Lavillenie    | Ryan Whiting       | Gerd Kanter       | Vítězslav Veselý    |
| 2014 | Godfrey Khotso Mokoena | Christian Taylor     | Mutaz Essa Barshim | Renaud Lavillenie    | Reese Hoffa        | Piotr Małachowski | Thomas Röhler       |
| 2015 | Greg Rutherford        | Christian Taylor     | Mutaz Essa Barshim | Renaud Lavillenie    | Joe Kovacs         | Piotr Małachowski | Tero Pitkämäki      |
| 2016 | Fabrice Lapierre       | Christian Taylor     | Erik Kynard        | Renaud Lavillenie    | Tomas Walsh        | Piotr Małachowski | Jakub Vadlejch      |
| 2017 | Luvo Manyonga          | Christian Taylor     | Mutaz Essa Barshim | Sam Kendricks        | Darrell Hill       | Andrius Gudzius   | Jakub Vadlejch      |
| 2018 | Luvo Manyonga          | Pedro Pablo Pichardo | Brandon Starc      | Timur Morgunov       | Tomas Walsh        | Fedrick Dacres    | Andreas Hofmann     |
| 2019 | Juan Miguel Echevarría | Christian Taylor     | Andriy Protsenko   | Sam Kendricks        | Tomas Walsh        | Daniel Ståhl      | Magnus Kirt         |

### Vrouwen

#### Loopnummers
| Jaar | 100 m             | 200 m             | 400 m             | 800 m            | 1500 m           | 5000 m           | 100 m h           | 400 m h           | 3000 m st          |
| 2010 | Carmelita Jeter   | Allyson Felix     | Allyson Felix     | Janeth Jepkosgei | Nancy Langat     | Vivian Cheruiyot | P. Lopes-Schliep  | Kaliese Spencer   | Milcah Chemos      |
| 2011 | Carmelita Jeter   | Carmelita Jeter   | Amantle Montsho   | Jenny Meadows    | Morgan Uceny     | Vivian Cheruiyot | D. Carruthers     | Kaliese Spencer   | Milcah Chemos      |
| 2012 | S-A. Fraser       | Charonda Williams | Amantle Montsho   | Pamela Jelimo    | Abeba Aregawi    | Vivian Cheruiyot | Dawn Harper       | Kaliese Spencer   | Milcah Chemos      |
| 2013 | S-A. Fraser-Pryce | S-A. Fraser-Pryce | Amantle Montsho   | Eunice Sum       | Abeba Aregawi    | Meseret Defar    | Dawn Harper       | Zuzana Hejnová    | Milcah Chemos      |
| 2014 | V. Campbell-Brown | Allyson Felix     | N. Williams-Mills | Eunice Sum       | Jennifer Simpson | Mercy Cherono    | Dawn Harper       | Kaliese Spencer   | Hiwot Ayalew       |
| 2015 | S-A. Fraser-Pryce | Allyson Felix     | F. McCorory       | Eunice Sum       | Sifan Hassan     | Genzebe Dibaba   | Dawn Harper       | Zuzana Hejnová    | V. Nyambura        |
| 2016 | Elaine Thompson   | Dafne Schippers   | S.A. McPherson    | Caster Semenya   | Laura Muir       | Almaz Ayana      | Kendra Harrison   | Cassandra Tate    | Ruth Jebet         |
| 2017 | Elaine Thompson   | S. Miller-Uibo    | S. Miller-Uibo    | Caster Semenya   | Faith Kipyegon   | Hellen Obiri     | Sally Pearson     | D. Muhammad       | Ruth Jebet         |
| 2018 | Murielle Ahouré   | S. Miller-Uibo    | Salwa Eid Naser   | Caster Semenya   | Laura Muir       | Hellen Obiri     | Brianna McNeal    | D. Muhammad       | Beatrice Chepkoech |
| 2019 | Dina Asher-Smith  | S. Miller-Uibo    | Salwa Eid Naser   | Ajeé Wilson      | Sifan Hassan     | Sifan Hassan     | Danielle Williams | Sydney McLaughlin | Beatrice Chepkoech |
| 2021 | Ajla del Ponte    | E. Thompson       | S.A. McPherson    | --               | Kate Grace       | --               | Cindy Sember      | Femke Bol         | --                 |

#### Technische nummers
| Jaar | Verspringen       | Hink-stap-springen | Hoogspringen      | Polsstokhoogspringen   | Kogelstoten         | Discus          | Speer                |
| 2010 | Brittney Reese    | Yargelis Savigne   | Blanka Vlašić     | Fabiana Murer          | Nadzeja Astaptsjoek | Yarelis Barrios | Barbora Špotáková    |
| 2011 | Brittney Reese    | Olha Saladoecha    | Blanka Vlašić     | Silke Spiegelburg      | Valerie Adams       | Yarelis Barrios | Christina Obergföll  |
| 2012 | Jelena Sokolova   | Olga Rypakova      | Chaunté Lowe      | Silke Spiegelburg      | Valerie Adams       | Sandra Perković | Barbora Špotáková    |
| 2013 | Shara Proctor     | Caterine Ibargüen  | Svetlana Sjkolina | Silke Spiegelburg      | Valerie Adams       | Sandra Perković | Christina Obergföll  |
| 2014 | Tianna Bartoletta | Caterine Ibargüen  | Maria Koetsjina   | Fabiana Murer          | Valerie Adams       | Sandra Perković | Barbora Špotáková    |
| 2015 | Tianna Bartoletta | Caterine Ibargüen  | Ruth Beitia       | Nikoléta Kiriakopoúlou | Christina Schwanitz | Sandra Perković | Barbora Špotáková    |
| 2016 | Ivana Španović    | Caterine Ibargüen  | Ruth Beitia       | Ekaterini Stefanidi    | Valerie Adams       | Sandra Perković | Madara Palameika     |
| 2017 | Ivana Španović    | Olga Rypakova      | Mariya Lasitskene | Ekaterini Stefanidi    | Lijiao Gong         | Sandra Perković | Barbora Špotáková    |
| 2018 | Caterine Ibargüen | Caterine Ibargüen  | Mariya Lasitskene | Ekaterini Stefanidi    | Lijiao Gong         | Yaimé Pérez     | Tatsiana Khaladovich |
| 2019 | Malaika Mihambo   | Shanieka Ricketts  | Mariya Lasitskene | Ekaterini Stefanidi    | Lijiao Gong         | Yaimé Pérez     | Lü Huihui            |